# Helene Migerka
Helene Migerka (* 13. September 1867 in Brünn; † 26. März 1928 in Graz) war eine österreichische Schriftstellerin und gehörte der Frauenbewegung an.

## Leben
Helene Migerka, Tochter des Gewerbefachmanns Franz Migerka und der Sozialarbeiterin und Schriftstellerin Katharina Migerka, lebte ab 1915 mit Mutter und Schwester in Graz. Sie verfiel nach dem Tod der Mutter in Schwermut und starb durch Suizid.

## Werk und Wirken
Helene Migerka setzte sich in der Wiener Frauenbewegung für die Gleichberechtigung der Frauen ein. Sie war viele Jahre im Vorstand des Vereins der Schriftstellerinnen und Künstlerinnen in Wien und war an der Entwicklung des Vereins „Wit“ der Bundesbeamtenswitwen und -waisen in Graz und an der „Aktion Fest der Treue“ zur Ehrung alter Hausgehilfinnen beteiligt. Sie schrieb satirische Dichtungen und Feuilletons für Zukunft, Universum, Berliner Neueste Nachrichten, Frauenleben, Dioscuren, Allgemeine Kunst-Chronik und andere.

## Veröffentlichungen
- Gedichte. Szelinski, Wien 1889, OBV.
- Neue Gedichte. Wiegand, Leipzig 1895, OBV.
- Das Glück der Häßlichen und andere Skizzen und Satiren. Reclams Universal-Bibliothek, Band 5598, ZDB-ID 134899-1. Reclam, Leipzig 1913, DNB (preisgekrönt).
- Der neue Besen. Humoreske. Kurzweil-Büchel, Band 9, ZDB-ID 2648668-4. Reclam, Leipzig 1920, DNB.